# Armamentario chirurgico di Giovanni Alessandro Brambilla

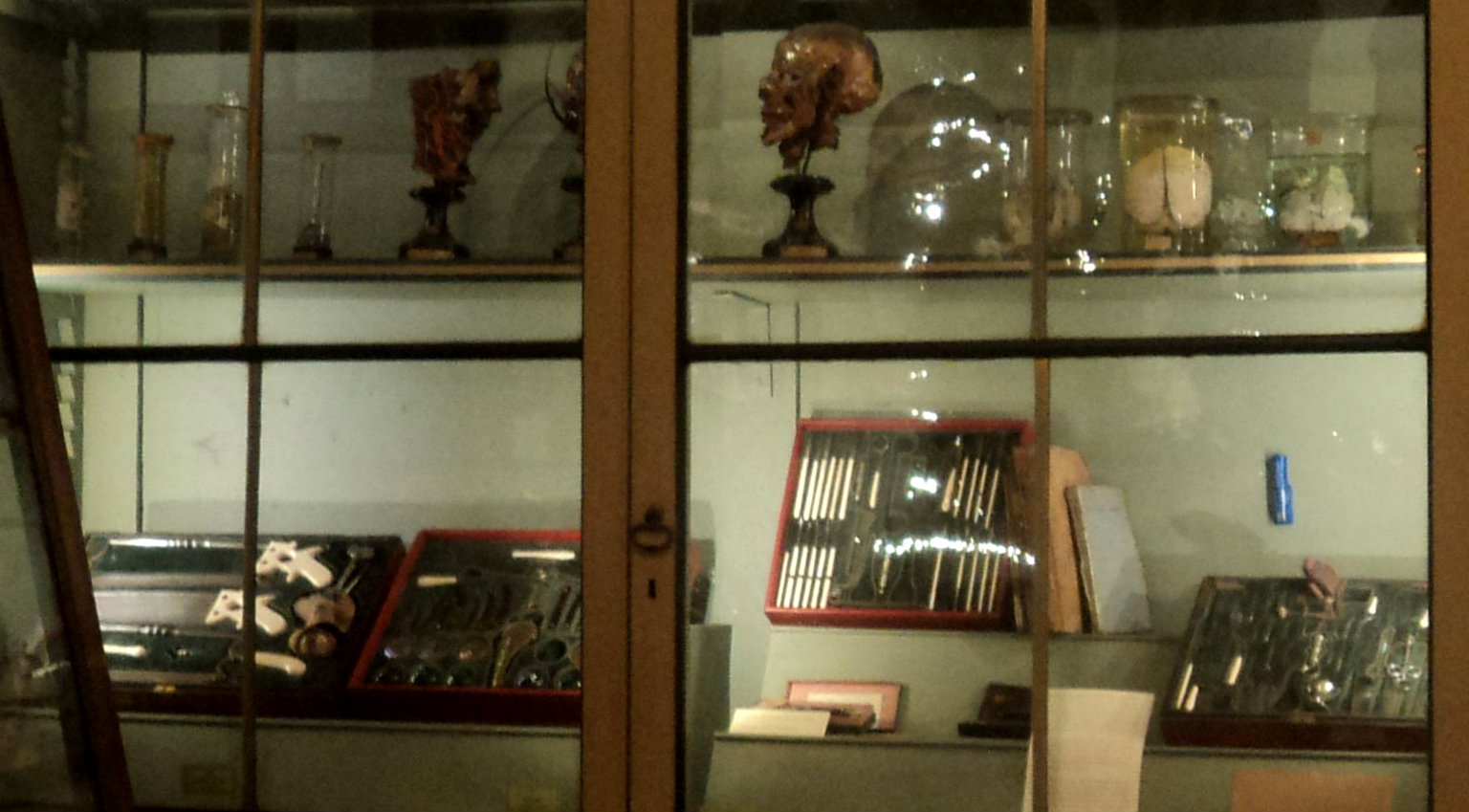
Strumentario conservato al museo per la storia dell'università di Pavia

L'armamentario chirurgico di Giovanni Alessandro Brambilla' è un insieme di strumenti chirurgici conservati nel'archivio del Museo per la storia dell'Università di Pavia. Giovanni Alessandro Brambilla ha avuto un ruolo importante nell'ambito della chirurgia. Le sue scoperte e i suoi studi hanno portato al miglioramento e alla creazione di importanti pezzi dell'armamentario chirurgico, utile ai chirurghi militari. A complemento del suo libro Instrumentarium chirurgicum militare Austriacum fece realizzare a scopo didattico delle raccolte sistematiche degli strumenti, che vennero inviate in più sedi.
L'inventario dei mobili e delle suppellettili scientifiche create da Giovanni Alessandro Brambilla appartenenti all'armamentario chirurgico del 1845, conservato all'archivio del Museo per la storia dell'Università di Pavia, riporta una descrizione di 34 delle originali 36 cassette, ormai comprese tra gli “strumenti antichi” dell'armamentario chirurgico. Sembra che già nel 1831 lo strumentario non fosse più considerato adeguato ai progressi che la chirurgia aveva compiuto. Negli anni 30 del 900, la Clinica chirurgica si trasferì nella nuova sede del policlinico e l'antica raccolta pervenne al museo per la storia dell'università. Negli anni 70 lo strumentario fu identificato, restaurato e ricomposto all'interno delle scatole superstiti. Alcune di esse di cui ancora si conserva la plancia originale furono ricostruite, una sola fu riprodotta ex novo. Attualmente al museo si conservano 32 cassette. Ciascuna di esse è dedicata ad un particolare tipo di operazione. Agli interventi che prevedevano una strumentazione più complessa fanno riferimento più cassette.

## Armamentario conservato

### II-Cucurbitae e scalpella
Coppette o ventose, in vetro e in ottone, con la lampada per la loro applicazione - scarificatore cubico -flebotomo elastico che reca la data 1786 - bisturi e lancette da salasso - “bistouri caché”

### IV-Pro folliculatis tumoribus
Taglienti, spatole, pinzette, uncini, portalacci per l'asportazione di tumori follicolati (tipicamente cisti sebacee). "Hoc modo…ego tumorem incapite regio enatum…feliciter extirpavi": il Brambilla ricorda con queste parole un'operazione da lui compiuta sul suo brano con strumenti di questo tipo.

### V-Pro fractura cranii
Strumenti (raschiatoi, coltelli, uncini, leve, pinzette, tenagliette, martello) per il trattamento delle fratture del cranio

### VI-Trapanum
Albero di trapano, corone, trapano esfoliativo,”terebra” o trapano perforativo, terebella o succhiello, taglienti, meningophylax e altri strumenti per la trapanazione del cranio

### VII-Pro cataracta
Strumenti (aghi, coltellini, uncini, forbicine, etc..) per l'operazione della cataratta secondo i due metodi fondamentali: l'estrazione del cristallino opacato dal bulbo oculare e la deposizione del cristallino nella parte declive del bulbo

### VIII-Pro fistula lacrimali et palpebris
Aghi, specilli, sonde, cannule, siringhe, etc.. per interventi sulle vie lacrimali (soprattutto per ripristinarne la pervietà)

### IX e X -Pro polypis narium
Strumentario per la frammentazione, asportazione e distruzione dei polipi nasali: specilli, aghi, cannule, forcipi, forbici, pinzette, tenagliette, dilatatori delle narici, cauteri e loro guide

### XI-Odontagra
Strumentario per la terapia dentaria conservativa: lime, raschiatoi per asportazione del tartaro, specilli, strumenti per otturazione, cauteri da dente.

### XII-Odontagra
Il termine odontagra= ”pinza dentaria” si addice specificamente a questa cassetta, in cui sono contenute appunto pinze e altri strumenti per l'estrazione dei denti

### XII-Oris specula et bassalingua
Abbassa lingua e apribocca. Strumenti per la resezione delle ”uvula”

### XIV-Ostagra et paristhmiotomi
Altri strumenti per la chirurgia della bocca e del faringe. Esempio di “ostagra” (pinza per asportare dal faringe corpi estranei ed ossa)

### XV-Aque punctoria
Strumenti per la puntura di parti dell'organismo, onde estrarre liquidi: aghi, cannule, trequarti. Compressori per l'applicazione delle setone. Trequarti per tracheotomia

### XVI-Pro pectore et celotomia
Cannule per il trattamento di ferite penetranti del torace e per l'evacuazione di versamenti pleurici. Tiralatte in vetro e cappelletti in avorio per la protezione del capezzolo mammario. Strumenti per l'erniotomia e lo strozzamenti erniario (incisione dell'anello e riduzione). Litotomi femminili

### XVIII-Pro partu
Questa plancia integra con la successiva lo strumentario ostetrico: due dilatatori, forcipe a estremità introflesse per presentazioni abnormi, altro speculum, forcipe di Levret, pinza da polipi

### XX-Pro partu
Plancia, complementare della precedente, con leva di tipo aperto, forcipe inglese (di Smellie), pelvimetro, embriulco (uncino inguainato di Levret) per l'estrazione del feto morto, pinza uterina, leva del tipo chiuso, forcipe perforante (per l'apertura intrauterina del cranio fetale), siringa per iniezioni endouterine con cannula a stantuffo, due uncini semplici, tirateste.

### XXI-Pro prolypis matricis
Dilatatore uretrale a tre branche di Masotti per l'estrazione di calcoli urinari della vescica femminile. Strumentario per legatura, lo schiacciamento e l'estirpazione di polipi utero-vaginali.

### XXII-Pro lithomiae
Questa cassetta apre con i litotomi la serie degli strumenti necessari per la litotomia o taglio della pietra (taglio perineale per l'asportazione di calcoli della vescica).

### XXIII-Immissores
Cateteri curvi e col dorso solcato per esplorare calcoli rinchiusi nella vescica e per fungere da guida al tagliente. Un trequarti.

### XXIV-Pro lithomiae
Forcipe o tenaglia a lamine elastiche esterne, due litotomi curvi e guida per uno di essi, “bisturi caché” di frére côme, cistomi e uretrotomi, conduttori angolati da introdurre nella breccia perineale per facilitare l'entrata e l'uscita del forcipe addetto all'estrazione dei calcoli della vescica

### XXV-Pro lithomiae
Altri tipi di conduttori. Dilatatori della breccia perineale, compreso il classico dilatatore scritto nel 1522 da Mariano Santo. 

### XXVI-Pro lithomiae
Forcipi o tenaglie da introdurre nella vescica urinaria attraverso la breccia perineale, per afferrare, spezzare e asportare il calcolo o i calcoli.

### XXVII-Pro fistula ani
Strumenti per l'incisione o l'asportazione della fistola anale (siringotomi). Due coltelli e lo strumento ideato dal Brambilla per tale operazione. Fu con un altro esemplare di detto strumento che egli operò Giuseppe II nel 1787.

### XXVIII-Enterenchytae
Questa plancia integra con la successiva lo strumento per praticare i clisteri intestinali e, soprattutto, l'insufflazione di fumo di tabacco.

### XXIX-Enterenchytae
In questa cassetta, complementare della precedente, campeggiano gli insufflatori per il fumo di tabacco.

### XXX-Pro aneurismatibus
Apparecchi per la compressione di aneurismi. Fasce per emostasi. Aghi da sutura. “Belulca” (per l'estrazione di proiettili).

### XXXI-Belulca
Strumenti per l'estrazione di proiettili, fra i quali i classici “tirapalle” dei chirurghi castrensi rinascimentali.

### XXXII-Pro amputatione
Questa plancia con i suoi taglienti, fra i quali coltelli falcati e semifalcati integra, con la successiva, la strumentazione per l'amputazione degli arti. 

### XXXIII-Pro amputatione
Questa cassetta, complementare della precedente, contiene seghe per amputazione e un “tourniquet” per praticare l'emostasi.

### XXXIV-Cauteria
Serie di cauteri. L'estremità metallica, variamente conformata da modello a modello, veniva resa incandescente e poi applicata su una parte del corpo del paziente per dar sfogo a “materia peccans” o per distruggere escrescenze.

### XXXV-Scalpella anatomica
Questa plancia integra quella successiva lo strumentario anatomico. Taglienti variamente conformati, una sega doppia, lamina per scollare la dura madre aderente alla calotta, leva per allontanare dalla base cranica la calotta tutt'attorno segata.

### XXXVI-Pro iniectione
Questa cassetta, complementare della precedente, contiene lo strumentario analogico: siringhe e cannule, coi relativi accessori, per la iniezione di liquidi negli alberi vascolari sanguigni del cadavere.

## Armamentario perduto
Le cassette andate perdute sono la I, con gli instrumenta communia cuilibet Chirurgo necessaria (cosiddetti “strumenti da tasca”); la III, con le forfices;  la XVII, con i catheteres.
Nel corso del riordinamento vennero individuate altre sei cassette, alquanto simili alle sopra descritte, esse pure mancanti di numerosi strumenti, ma a differenza di quelle, ancora provviste dei coperchi originali; anche queste ultime cassette furono diligentemente restaurate. Queste sei cassette, di vario argomento e che non compaiono negli inventari del 1845, non fanno parte della serie dell'armamentario e non sono neppure riunibili fra di loro in un'unica serie, per numerose difformità.